# Gaslight (TV-serie)
Gaslight är en svensk dramaserie som hade premiär på SVT Play den 29 september 2023. Serien är regisserad av Therese Lundberg som också skrivit manus. Första säsongen består av 9 avsnitt. Serien är inspelad mellan september och oktober 2022.
Serien är nominerad till Kristallen 2024 i kategorin ”Årets unga dramaserie” samt ”Best video fiction” i PRIX Europa 2024. Therese Lundberg vann även priset som ”Årets berättare” för Gaslight på Ria-galan 2024.

## Handling
Serien kretsar kring 22-åriga Nora, och behandlar ämnen som kärlek, våld och manipulation. Nora, som bor på en soffa hos sina kompisar Sara och Charlie, har precis inlett en ny kärleksrelation som blivit mer seriös än vad som var tanken från början. Men snart blir relationen obehaglig och farlig.

## Rollista (i urval)
- Julia Heveus – Nora
- Ella Sandberg – Sara
- Joakim Olsson – Charlie
- Ivar Forsling – Erik
- Nonni Ardal Hammarström – Sammy
- Suheib Saleh – Rami
- Adam Jankovic – Simon